# Irene Weitzman
Irene Weitzman  ( * 1936 - ) es una prestigiosa microbióloga, micóloga y botánica estadounidense.
En 1961 realiza su tesis sobre The nutrition of Acrasis rosea; y obtiene su Ms.Sc. de la Columbia University.
- La abreviatura «Weitzman» se emplea para indicar a Irene Weitzman como autoridad en la descripción y clasificación científica de los vegetales.[1]

## Algunas publicaciones
- Weitzman, I; P Della-Latta. 1997. Emerging zygomycotic agents. Clinical Microbiology Newsletter Vol. 19, I 11, pp. 81-85

### Libros
- Elewski, BE; MG Rinaldi; I Weitzman. 1995 Diagnosis & Treatment of Onychomycosis'